# 中央清真寺 (阿拉木图)
中央清真寺位于哈萨克斯坦城市阿拉木图，是哈萨克斯坦最大的清真寺。 清真寺的建设工程开始于1996年，1999年7月建成。
中央清真寺的圆顶直径为20米，高36米。五座宣礼塔中最高的一座高达47米。清真寺可容纳2,000人同时礼拜。 2009年中期，中央清真寺的圆顶得到重新整修。中央清真寺的圆顶原为蓝色，2010至2011年间重修时改用金色板材覆盖。
2006年12月22日，哈萨克斯坦中央银行以中央清真寺为图案，发行了500坚戈的纪念币。
43°16′06″N 76°57′11″E / 43.268261°N 76.953166°E